# Lijst van spelers van Cracovia Kraków
Deze lijst bevat voetballers die bij de Poolse voetbalclub Cracovia Kraków spelen of gespeeld hebben. De namen zijn alfabetisch gerangschikt.

## A
- Pelle van Amersfoort
- Antoni Amirowicz

## B
- Piotr Bagnicki
- Mieczysław Balcer
- Tomasz Baliga
- Piotr Bania
- Arkadiusz Baran
- Grzegorz Baran
- Mateusz Bartczak
- Marek Baster
- Edward Bill
- Tadeusz Błachno
- Henryk Bobula
- Marcin Bojarski
- Vladimir Boljević
- Miloš Budaković

## C
- Marcin Cabaj
- Konrad Cebula
- Franciszek Cebulak
- Zygmunt Chruścinski
- Stanislaw Cikowski
- Józef Ciszewski
- Marek Citko

## D
- Łukasz Derbich
- Stefan Doniec
- Paweł Drumlak
- Bartłomiej Dudzic
- Marcin Dudziński
- Roman Durniok
- Dawid Dynarek
- Rafal Dzwonek

## F
- Guy Feutchine
- Adrian Frańczak
- Stefan Fryc

## G
- Szymon Gąsiński
- Wladyslaw Gędłek
- Ludwik Gintel
- Piotr Giza
- Tadeusz Glimas
- Michał Gliwa
- Michał Goliński
- Waldemar Góra
- Wilhelm Góra
- Karol Gregorek
- Rafał Grodzicki
- Jakub Grzegorzewski
- Radosław Grzesiak

## H
- Krzysztof Hausner
- Zbigniew Hnatio

## J
- Edward Jabłoński
- Marian Jabłoński
- Zdzisław Janik
- Henryk Janikowski
- Krzysztof Janus
- Marián Jarabica
- Mateusz Jeleń

## K
- Wojciech Kaczmarek
- Aleksander Kahane
- Krzysztof Kaliciak
- Józef Kałuża
- Kamil Karcz
- Michał Karwan
- Jakub Kaszuba
- Kazimierz Kaszuba
- Walerian Kisieliński
- Mateusz Klich
- Dariusz Kłus
- Kazimierz Kmiecik
- Adam Kogut
- Józef Korbas
- Miloš Kosanović
- Karol Kossok
- Karol Kostrubała
- Janusz Kowalik
- Marcin Krzywicki
- Tomasz Księżyc
- Arkadiusz Kubik
- Łukasz Kubik
- Józef Kubiński
- Miroslaw Kubisztal
- Piotr Kuczyński
- Przemysław Kulig
- Sebastian Kurowski
- Stefan Lasota
- Maciej Łuczak
- Wojciech Łuczak

## M
- Jacek Magiera
- Árpád Majoros
- Marcin Makuch
- Antoni Malczyk
- Stanislaw Malczyk
- Pavol Masaryk
- Radosław Matusiak
- Łukasz Merda
- Stanislaw Mielech
- Łukasz Mierzejewski
- Tomislav Mikulić
- Semjon Miloševic
- Damian Misan
- Zdzislaw Mordarski
- Tomasz Moskała
- Marek Motyka
- Maciej Murawski
- Aleksander Mysiak

## N
- Łukasz Nawotczyński
- Józef Nawrot
- Damian Niemczyk
- Karol Niemczycki
- Paweł Nowak
- Saidi Ntibazonkiza

## O
- Wojciech Okińczyc
- Sławomir Olszewski
- Jerzy Otfinowski
- Georgi Ovsyannikov

## P
- Marek Pączek
- Jan Pająk
- Wiesław Pajor
- João Paulo
- Tadeusz Parpan
- Wladyslaw Pawłowski
- Dariusz Pawlusiński
- Karol Piątek
- Marek Podsiadło
- Piotr Połczak
- Stefan Popiel
- Andrzej Przeworski
- Krzysztof Przytuła
- Stanislaw Ptak
- Bojan Puzigača
- Aleksander Pychowski

## R
- Arkadiusz Radomski
- Krzysztof Radwański
- Czeslaw Rajtar
- Andrzej Rewilak
- Henryk Rybicki
- Tomasz Rząsa
- Mateusz Rzucidło

## S
- Mariusz Sacha
- Paweł Sasin
- Kazimierz Seichter
- Łukasz Skrzyński
- Jerzy Słaboszowski
- Bartosz Ślusarski
- Jakub Snadny
- Łukasz Sosin
- Vuk Sotirović
- Leon Sperling
- Henryk Stroniarz
- Zbigniew Stroniarz
- Andraž Struna
- Edward Strycharz
- Zdzisław Styczeń
- Hesdey Suart
- Alexandru Suvorov
- Piotr Świerczewski
- Michal Świstak
- Tadeusz Synowiec
- Łukasz Szczoczarz
- Sławomir Szeliga
- Mieczysław Szumiec
- Paweł Szwajdych
- Henryk Szymanowski

## T
- Kacper Tatara
- Vule Trivunović
- Łukasz Tupalski

## U
- Mateusz Urbański
- Łukasz Uszalewski

## V
- Aleksejs Višņakovs

## W
- Tomasz Wacek
- Marek Wasiluk
- Witold Wawrzyczek
- Marek Węgiel
- Kazimierz Węgrzyn
- Jacek Wiśniewski
- Mieczyslaw Wiśniewski
- Kamil Witkowski
- Paweł Wojciechowski
- Franciszek Wójcik
- Stanisław Wójcik
- Przemysław Wróbel
- Stanisław Wróbel

## Z
- Marek Zając
- Franciszek Zastawniak
- Tadeusz Zastawniak
- Dariusz Zawadzki
- Marcin Zimoń
- Mieczyslaw Zimowski
- Józef Żiżka